# Consonante africada
Una consonante africada es un tipo de sonido consonántico obstruyente que se inicia con una oclusión (obstrucción del flujo de aire) y continúa con una fricación (liberación del flujo de aire por un canal estrecho) de forma rápida y sucesiva por parte del aparato fonador. 
Una consonante africada es similar a dos consonantes sucesivas, una oclusiva y otra fricativa; pero algunos idiomas, como el polaco, distinguen entre tal secuencia y una verdadera africada.

## Listado de las consonantes africadas
El Alfabeto Fonético Internacional ha clasificado las siguientes consonantes africadas:
- [p̪͡f] africada labiodental sorda
- [b̪͡v] africada labiodental sonora
- [t͡s] africada alveolar sorda
- [d͡z] africada alveolar sonora
- [t̠͡ʃ] africada postalveolar sorda
- [d̠͡ʒ] africada postalveolar sonora
- [t̠͡ɕ] africada alveopalatal sorda
- [d̠͡ʑ] africada alveopalatal sonora
- [ʈ͡ʂ] africada retrofleja sorda
- [ɖ͡ʐ] africada retrofleja sonora
- [k͡x] africada velar sorda
- [g͡ɣ] africada velar sonora

## Ejemplos
Son sonidos comunes en los idiomas del mundo. 
- El sonido "ch" en español (transcrito como [t͡ʃ] en el AFI) es una africada postalveolar sorda.
- El sonido de la "j" en inglés es una africada postalveolar sonora ([d̠͡ʒ]).
- El sonido de la "z" en alemán es una africada alveolar sorda ([t͡s]).
- El sonido de la "pf" en alemán es una africada labiodental sorda ([p̪͡f]).
- Los dos posibles sonidos de la "z" en italiano ([t͡s] y [d͡z]) son ejemplos típicos de consonantes africadas.
- El náhuatl posee una africada lateral-alveolar sorda ("tl" [t͡ɬ]), que también ha sido transferida al español de México.